# Malleville-sur-le-Bec
Malleville-sur-le-Bec és un municipi francès situat al departament de l'Eure i a la regió de Normandia. L'any 2007 tenia 186 habitants.

## Demografia

### Població
El 2007 la població de fet de Malleville-sur-le-Bec era de 186 persones. Hi havia 72 famílies de les quals 10 eren unipersonals (3 homes vivint sols i 7 dones vivint soles), 34 parelles sense fills, 21 parelles amb fills i 7 famílies monoparentals amb fills.
La població ha evolucionat segons el següent gràfic:
Habitants censats

### Habitatges
El 2007 hi havia 94 habitatges, 70 eren l'habitatge principal de la família, 18 eren segones residències i 6 estaven desocupats. Tots els 93 habitatges eren cases. Dels 70 habitatges principals, 55 estaven ocupats pels seus propietaris, 15 estaven llogats i ocupats pels llogaters i 1 estava cedit a títol gratuït; 4 tenien dues cambres, 10 en tenien tres, 21 en tenien quatre i 35 en tenien cinc o més. 66 habitatges disposaven pel capbaix d'una plaça de pàrquing. A 24 habitatges hi havia un automòbil i a 44 n'hi havia dos o més.

### Piràmide de població
La piràmide de població per edats i sexe el 2009 era:
| Homes | Edats   | Dones |
| ----- | ------- | ----- |
| 0     | 95 o +  | 0     |
| 4     | 90 a 94 | 0     |
| 0     | 85 a 89 | 4     |
| 0     | 80 a 84 | 4     |
| 4     | 75 a 79 | 0     |
| 4     | 70 a 74 | 4     |
| 0     | 65 a 69 | 4     |
| 8     | 60 a 64 | 4     |
| 4     | 55 a 59 | 4     |
| 8     | 50 a 54 | 12    |
| 4     | 45 a 49 | 4     |
| 12    | 40 a 44 | 12    |
| 4     | 35 a 39 | 0     |
| 12    | 30 a 34 | 4     |
| 4     | 25 a 29 | 16    |
| 4     | 20 a 24 | 4     |
| 4     | 15 a 19 | 4     |
| 0     | 10 a 14 | 0     |
| 0     | 5 a 9   | 0     |
| 4     | 0 a 4   | 0     |

## Economia
El 2007 la població en edat de treballar era de 129 persones, 89 eren actives i 40 eren inactives. De les 89 persones actives 86 estaven ocupades (48 homes i 38 dones) i 4 estaven aturades (1 home i 3 dones). De les 40 persones inactives 19 estaven jubilades, 6 estaven estudiant i 15 estaven classificades com a «altres inactius».

### Ingressos
El 2009 a Malleville-sur-le-Bec hi havia 80 unitats fiscals que integraven 215 persones, la mediana anual d'ingressos fiscals per persona era de 18.611 €.

### Activitats econòmiques
Dels 10 establiments que hi havia el 2007, 2 eren d'empreses extractives, 1 d'una empresa de fabricació d'altres productes industrials, 5 d'empreses de construcció, 1 d'una empresa d'informació i comunicació i 1 d'una empresa de serveis.
Dels 3 establiments de servei als particulars que hi havia el 2009, 1 era un paleta, 1 fusteria i 1 lampisteria.
L'any 2000 a Malleville-sur-le-Bec hi havia 6 explotacions agrícoles.

## Poblacions més properes
El següent diagrama mostra les poblacions més properes.